# Оберн (Новий Південний Уельс)
Оберн (Auburn) - передмістя в Західному Сіднеї у штаті Новий Південний Уельс, Австралія. Оберн розташований в 18 кілометрах на захід від центрального ділового району Сіднея.
Оберн є однією з наймультикультурніших спільнот в Австралії. Іммігрантів англо-кельтського походження з Європи поступово змінюють вихідці з Італії, Туреччини, Лівану та Китаю.

## Історія

### Походження
Передмістя було названо поетом Олівера Голдсміта у вірші Пустельне село, як найчарівніше село рівнини. 
Колись район Оберну використовувався аборигенами як ринок для обміну товарами, місце проведення ритуальних битв та місце для обрядів. Територія була розташована на кордоні між групою Даруг у внутрішній частині та прибережною групою Еора / Дхаравал. Підгрупи або клани Вангал і Ватегоро - групи, які найчастіше визнаються первинними мешканцями регіону затоки Оберн / Хомебуш. 
Беннелонг, один з найвідоміших аборигенів того часу, був членом Вангала, як і його дружина Барангару. Пемулвай, який організував племена, щоб протистояти білому поселенню регіону Сіднея з 1790 по 1802 рік, також був членом Вангалу. 
5 лютого 1788 року, незабаром після висадки капітана Філіппа в бухту Сідней, капітан Джон Хантер та лейтенант Вільям Бредлі допливли до того, що зараз відоме як річка Парраматта і аж до затоки Хоумбуш. Капітан Хантер був першою білою людиною, яка ступила на територію Оберна. 
Через десять днів губернатор разом з добре озброєною групою в трьох човнах дістався до бухти Хомбуш. Вони вирушили на 3 кілометри у внутрішню частину материка. Наступного дня група дослідників оглянула річку в західному напрямку, підійшовши до місця, де Дак (Качина) річка впадає в річку Парраматта. Вони досліджували притоку наскільки дозволяла глибина води. 
Побачивши, як качок, що злітають з болота, покритого очеретом, вони назвали річку Качиною (Duck River). Качки були насправді східними болотними курами (Porphyrio melanotus), але назва річки залишилася. Ця пташка була частиною логотипу колишньої міської ради Оберн. 

### Поселення
У лютому 1793 р. у Оберні встановлено перше сільськогосподарське поселення завдяки неодноразовим зверненням губернатора Філіппа до британського уряду про вільних поселенців. Філліп висловив думку, що лише вільні поселенці з допомогою засуджених зможуть створити середовище, у якому країна могла б підтримати своїх жителів. Секретар Дундас схвалив думку губернатора і домовився з кількома фермерами, деякі з них були членами релігійного товариства квакерів, щоб оселитися в колонії. Перші субсидії отримали Томас Роуз, Фредерік Мередіт, Томас і Джозеф Вебб, а також Едвард Пауелл. В документах місце розташування ферм називають як Рівнини Свободи (Liberty Plains).  

### 20 століття та імміграція
В кінці 20 століття Оберн став популярним пунктом поселення для хвиль іммігрантів. У епоху після Другої світової війни в Оберні оселилися іммігранти з України, Росії, Італії та Греції, яких у 60-х роках змінили іммігранти з Туреччини та В'єтнаму. Зовсім недавно велика кількість іммігрантів оселилася в Оберн з Китаю та Близького Сходу.   

## Галерея

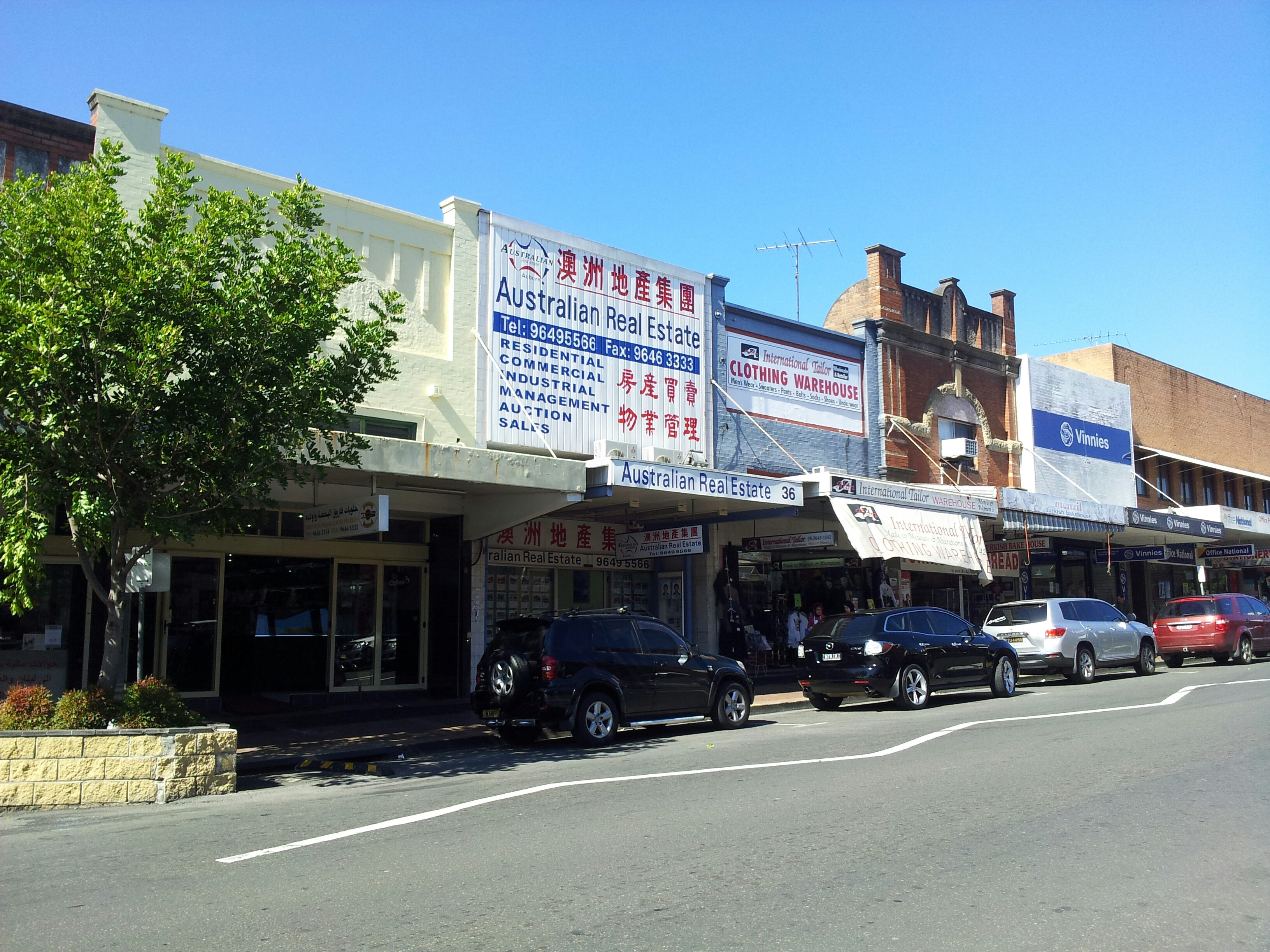
Вулиця в центрі міста
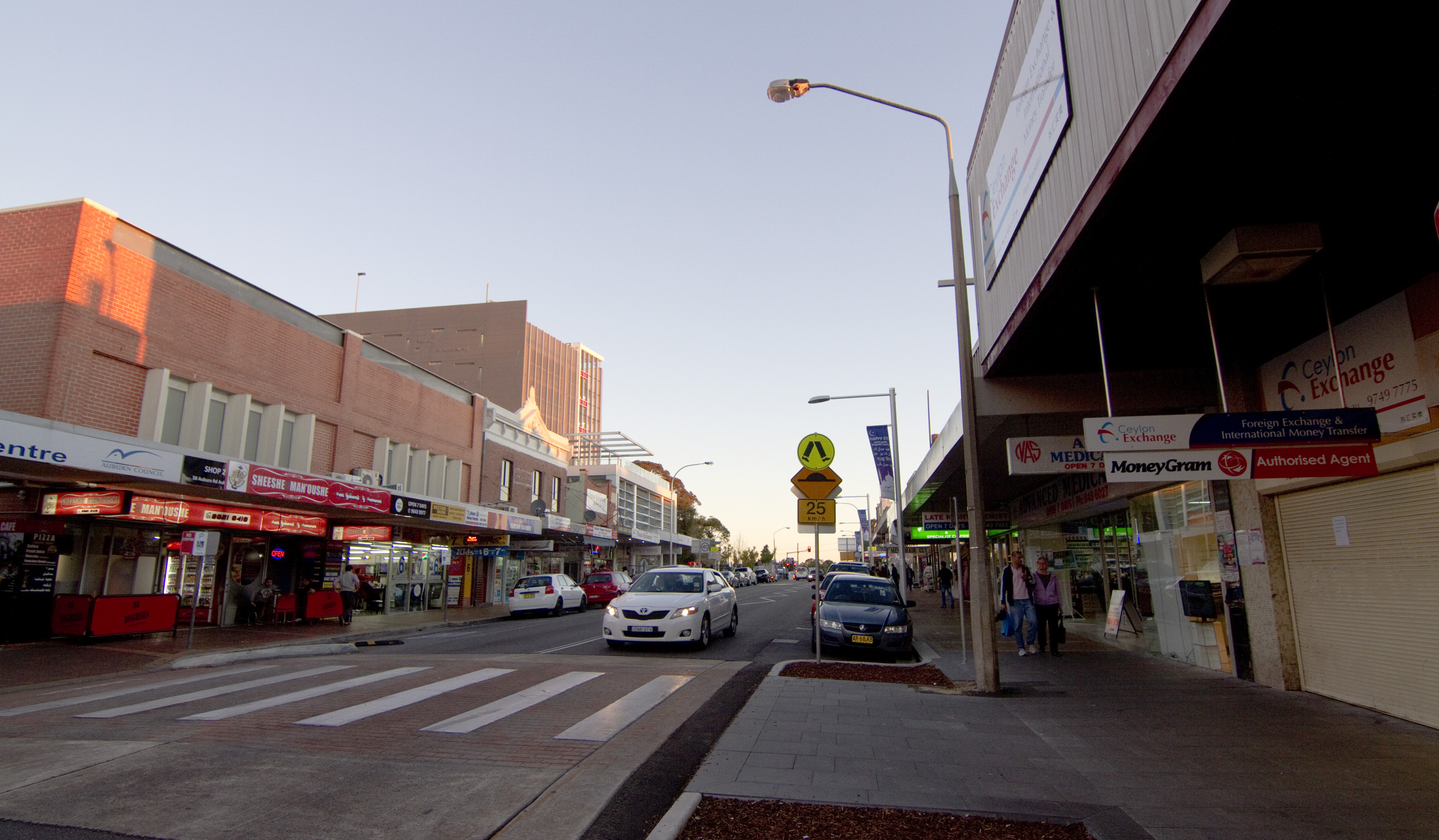
Вулиця в центрі міста
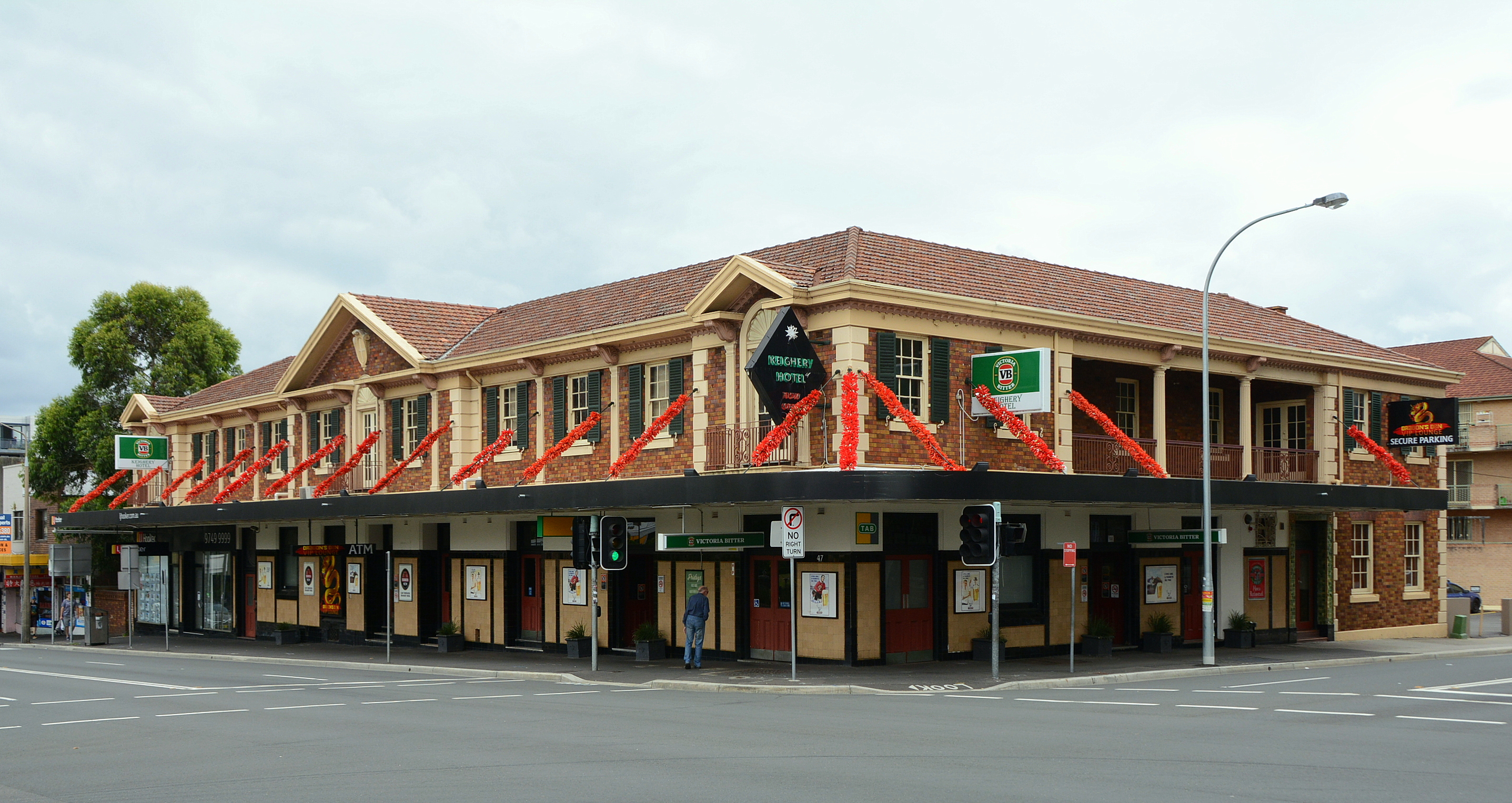
Готель Keighery, розташований недалеко від залізничної станції
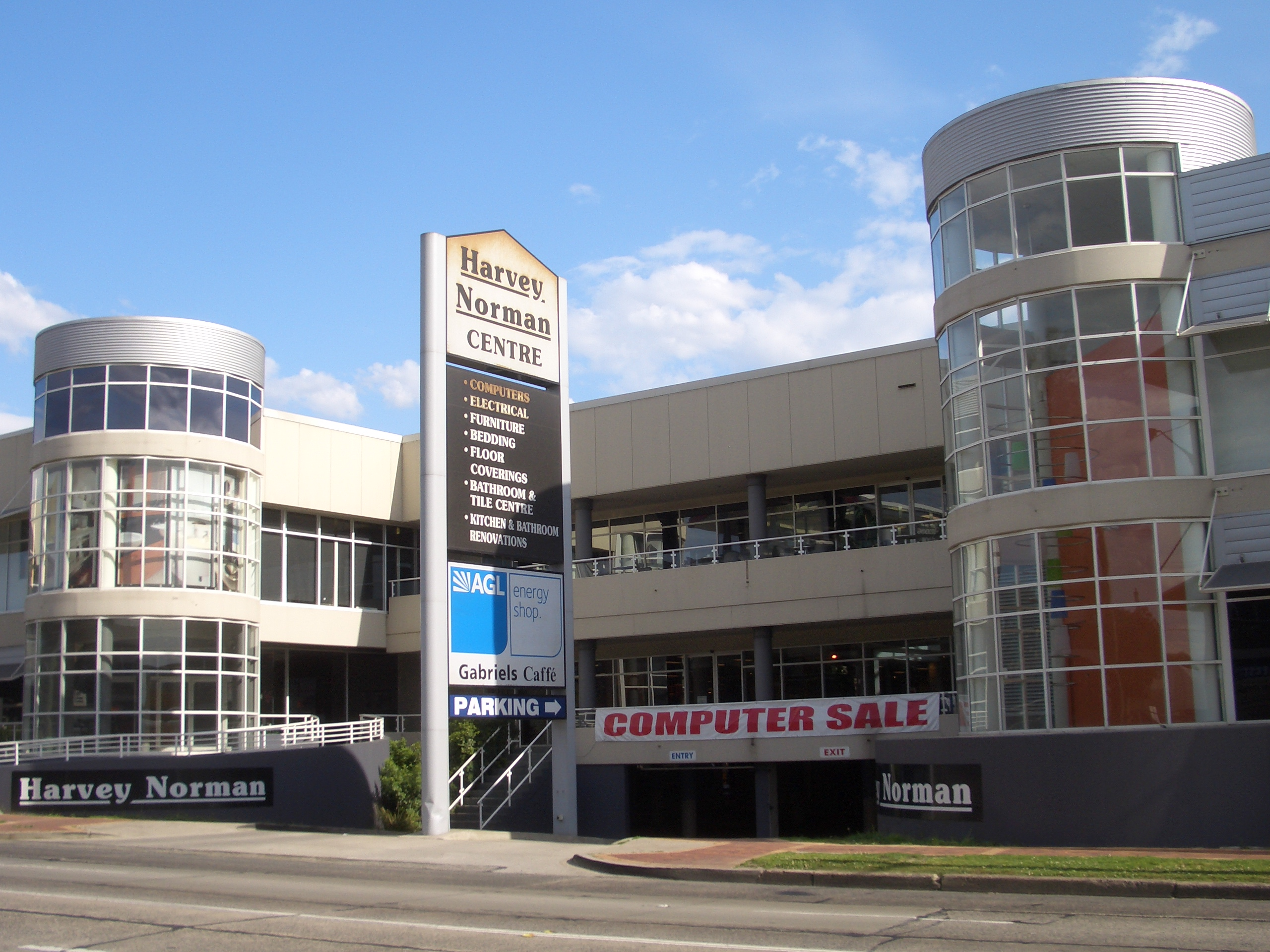
Центр Харві Нормана, дорога Парраматта
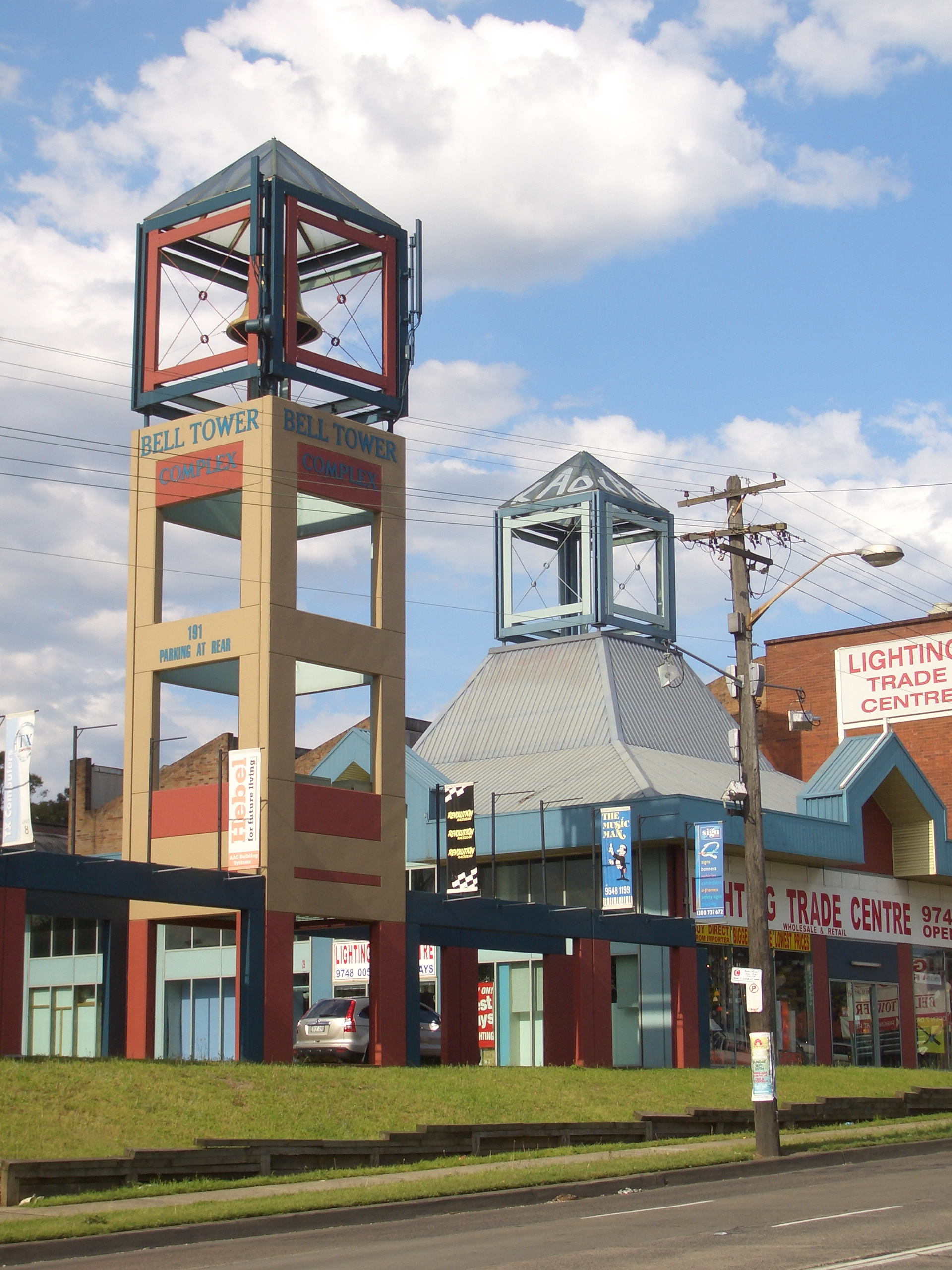
Комплекс дзвіниці, дорога Парраматта

## Релігійні споруди

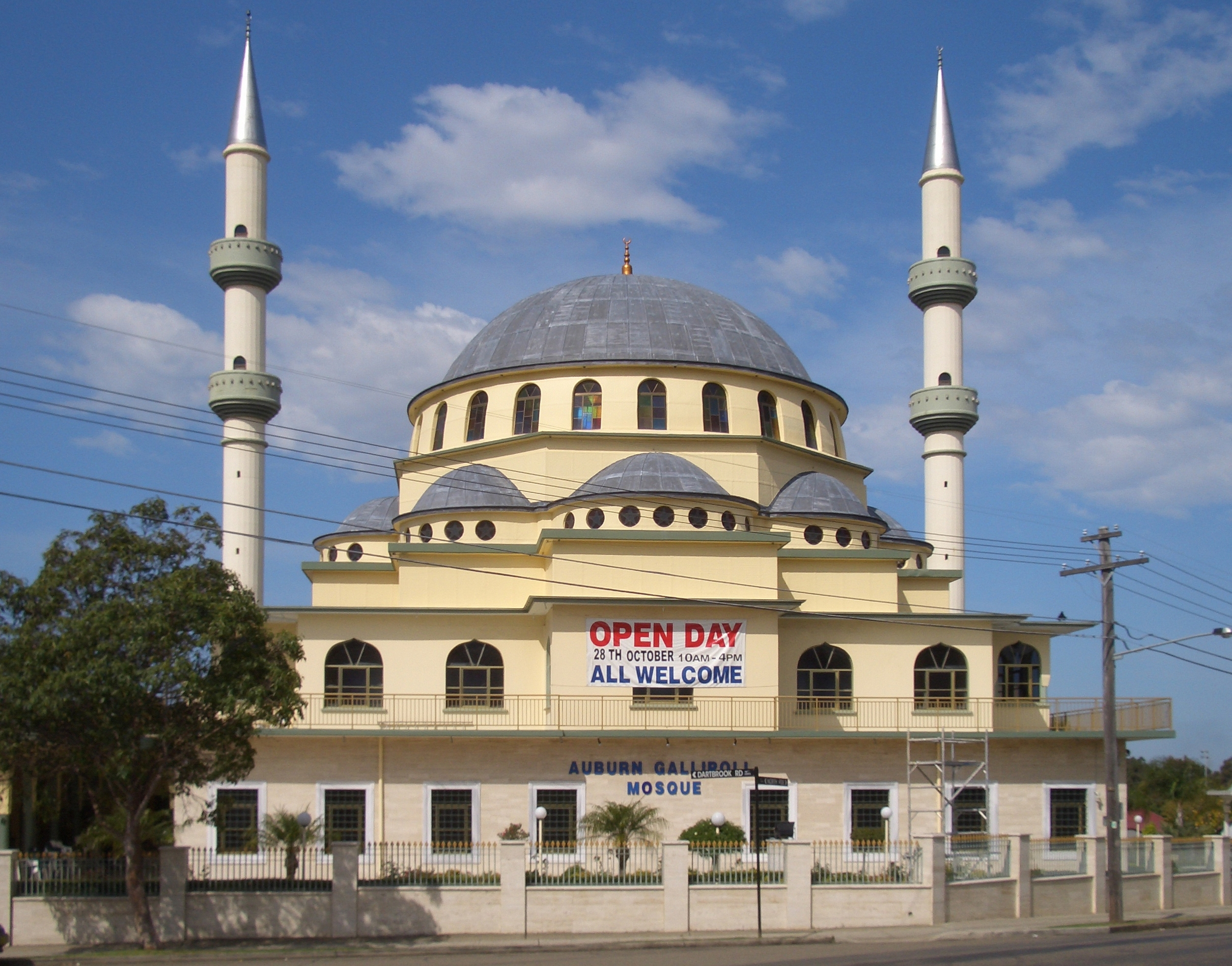
Мечеть Галліполі

Мечеті Галліполі будували тринадцять років, і вона значною мірою фінансувалася турецькою громадою в цьому районі.  Назва мечеті відображає спадщину Галліполі в Туреччині. 
Фундація та планування будівництва мечеті розпочалися з Бахаттіна Оздеміра (президента мечеті того часу). Він переніс плани з Туреччини, зроблені архітектором Омером Кіразоглу, розробленим ним у класичному османському стилі архітектури, що характеризується центральним куполом та мінаретами. Будівеництвом завідував Ахмет Асіму. Це джерело гордості для місцевої громади і, хоча вважається турецькою мечетью, її відвідують представники ісламської громади і є однією з найпопулярніших мечетей Сіднея. 

## Зовнішні посилання
- Вебсайт Ради Оберну
- Інформація про перепис 2001 року